# 宋明炜
宋明炜（1972年—），批评家、诗人，研究领域为现代文学、青春的文化史、科幻小说、后人类理论、新巴洛克美学。宋明炜是美国哥伦比亚大学博士（2005年），衛斯理學院东亚系教授、系主任。著作有传记《浮世的悲哀：张爱玲传》（台北：业强出版社，1996；上海文艺出版社，1998）、随笔集《德尔莫的礼物：纽约笔记本》（上海书店出版社，2007），随笔集《普利茅斯的冬日花朵：新英格兰记》（上海书店出版社，2012）、论文集《批评与想象》（复旦大学出版社，2013），专著《中国科幻新浪潮：历史，诗学，文本》（上海文艺出版社，2020）。曾在2012年主编中国科幻小说英文选集，刊登于香港英文Renditions杂志 
。
英文论著包括Young China: National Rejuvenation and the Bildungsroman, 1900-1959(哈佛大学出版社，2015年）; The Reincarnated Giant: An Anthology of Twenty-First-Century Chinese Science Fiction（哥伦比亚大学出版社，2018年）等。
另有论文发表于《中国学术》、《现代中国》、《上海文学》、《上海文化》、《读书》、《东吴学术》、《二十一世纪》等期刊。
在《今天》、《诗刊》、《人民文学》、《上海文学》、《芙蓉》、《扬子江诗刊》、《绿风》、和香港《字花》等中文文学期刊发表诗歌。小说《初雪》发表在《上海文学》杂志2022年2月。
宋明炜的学校官方网站：https://www.wellesley.edu/ealc/faculty/songm （页面存档备份，存于）